# Liste des évêques d'El Paso
Cette page présente la liste des évêques d'El Paso. Le diocèse d'El Paso (Dioecesis Elpasensis), au Texas, est créé le 3 mars 1914, par détachement de ceux de Dallas, San Antonio et Tucson.

## Ordinaireecclésiastique
- 22 janvier 1915-juin 1915 : John Brown (John J. Brown), démissionne avant d’être ordonne évêque

## Évêques
- 17 juin 1915-29 novembre 1942 : Anthony J. Schuler (Anthony Joseph Schuler), jésuite, démissionnaire
- 29 novembre 1942-17 mars 1978 : Sidney M. Metzger (Sidney Matthew Metzger)
- 4 avril 1978-23 août 1979 : Patrick Fernandez Flores
- 29 avril 1980-23 mai 1994 : Raymundo J. Peña (Raymundo Joseph Peña)
- 23 mai 1994-1er avril 1996 : siège vacant
- 1er avril 1996-1er décembre 2011 : Armando X. Ochoa (Armando Xavier Ochoa)
- 1er décembre 2011-6 mai 2013: siège vacant
- depuis le 6 mai 2013 : Markus J. Seitz (Markus Joseph Seitz)

## Sources
- Annuaire pontifical, sur le site http://www.catholic-hierarchy.org, à la page